# Hemipenthes subarcuata
Hemipenthes subarcuata är en tvåvingeart som först beskrevs av Friedrich Hermann Loew 1871.  Hemipenthes subarcuata ingår i släktet Hemipenthes och familjen svävflugor. Inga underarter finns listade i Catalogue of Life.